# Заречный (Козульский район)
Заречный — посёлок в Козульском районе Красноярского края России. Входит в состав Жуковского сельсовета. Находится на левом берегу реки Тёплый Ключ (бассейн реки Кемчуг), примерно в 22 км к юго-востоку от районного центра, посёлка Козулька, на высоте 325 метров над уровнем моря. Код ОКАТО — 04226804004.

## Население
| 2010 |
| ---- |
| 519  |

По данным Всероссийской переписи, в 2010 году численность населения посёлка составляла 519 человек (259 мужчин и 260 женщин).